# A322 (Russland)
Die A322 ist eine Fernstraße föderaler Bedeutung in der russischen Region Altai. Sie führt von der R256 (früher M52) bei Nowoaltaisk über Barnaul in südwestlicher Richtung entlang des Flusses Alei zur kasachischen Grenze bei Rubzowsk. Zur Zeit der Sowjetunion führte sie weiter auf dem Gebiet der Kasachischen SSR bis nach Semipalatinsk (heute Semei). Sie ist auf russischem Gebiet 346 km lang.
Die A322 ist Teil der Asiatischen Fernstraße (Asian Highway) AH 64 von Barnaul nach Petropawl in Nordkasachstan.
Die Straße erhielt die Nummer A322 im Jahr 2010. Zuvor trug sie die Nummer A349.

## Verlauf
0 km		Abzweig von der M52
12 km		Barnaul
62 km		Kalmanka
134 km	Aleisk
232 km	Pospelicha
302 km	Rubzowsk
346 km	Grenze zu Kasachstan
Fortsetzung bis 1991:
399 km	Dmitrijewka
459 km	Semipalatinsk